# Xã Manlius, Quận LaSalle, Illinois
Xã Manlius (tiếng Anh: Manlius Township) là một xã thuộc quận LaSalle, tiểu bang Illinois, Hoa Kỳ. Năm 2010, dân số của xã này là 6.275 người.